# مالی ایجوش
مالی ایجوش (به صربی: Mali Iđoš) یک شهرستان در صربستان است که در ناحیه باچکای شمالی واقع شده‌است. مالی ایجوش ۸۸ متر بالاتر از سطح دریا واقع شده‌است.

## خواهرخوانده
شهرهای ناحیه ۱۶ بوداپست، ستینیه، Satu Nou و گادوروش خواهرخوانده‌های مالی ایجوش هستند.